# ТЕС Рабіг (RAWEC)
22°42′14″ пн. ш. 39°1′14″ сх. д. / 22.70389° пн. ш. 39.02056° сх. д.
ТЕС Рабіг (RAWEC) — теплова електростанція на західному узбережжі Саудівської Аравії, що належить Rabigh Arabian Water and Electricity Company (RAWEC).
В 2008 році ввели в дію першу чергу станції, яка має 9 парових котлів продуктивністю по 470 тон пари на годину. Від них живляться п’ять парових турбін потужністю по 118 МВт, крім того, можливі поставки технологічної пари сусідньому нафтопереробному заводу в обсягах 29,5 тисяч тон на добу. З цією чергою також інтегровано 16 ліній з опріснення води, які використовують технологію зворотного осмосу та мають сукупну потужність 134 тис м3 на добу. З урахуванням споживання електроенергії інтегрованими зі станцією виробництвами, номінальна потужність першої черги була визначена як 360 МВт.
В 2018-му стала до ладу друга черга, що має 4 парові котла та 2 турбіни з тими саме одиничними показниками, що й у першої черги. Ця черга здатна щодобово постачати НПЗ 24 тисячі тон технологічної пари, також разом з нею запустили 8 ліній опріснення сукупною потужністю 55 тис м3 на добу. З урахуванням споживання електроенергії інтегрованими зі станцією виробництвами, номінальна потужність другої черги була визначена як 160 МВт.
ТЕС спорудили з розрахунку на споживання нафти. 
Видача електроенергії відбувається по ЛЕП, що працює під напругою 110 кВ.
Майже одноосібним – 99% – власником RAWEC є приватна саудійська компанія Acwa Power. Міноритарними учасниками виступили японські Marubeni, JGC Corporation, Itochu, а також місцева Petro Rabigh (власник нафтопереробного заводу).